# Mocha (película)
Mocha es una película documental de Argentina filmada en colores dirigida por Francisco Quiñones Cuartas y Rayan Hindi y producida por Rocio Pichirili. Se estrenó el 10 de febrero de 2019 y trata sobre el primer bachillerato dirigido a personas travesti-trans, del cual Quiñones Cuartas es su actual director.

## Producción

### Ámbito de la película
El Bachillerato Popular Travesti – Trans Mocha Celis -o la Mocha, como lo llaman- es un bachillerato popular que funcionó desde 2012 en el barrio de Chacarita, en Buenos Aires (luego, en 2022, mudó sus instalaciones a Balvanera). Si bien está dirigido principalmente a personas travesti-trans, también tiene entre su alumnado a personas afrodescendientes, migrantes, madres solteras, mujeres mayores de 50 años, todas las cuales reciben una educación pública, laica, gratuita y con perspectiva de género, que favorece su inserción en el sistema educativo y laboral que históricamente las expulsaba. Lleva el nombre de una travesti que trabajaba como prostituta en la zona de Flores de Buenos Aires y fue asesinada de tres disparos, luego de la amenaza de un sargento, en la década de 1990.

### Realización
El guion fue realizado por estudiantes del colegio que, además, colaboraron en el casting, la producción, el maquillaje, el vestuario. Para la financiación del filme se obtuvo el subsidio del Instituto Nacional de Cine y Artes Audiovisuales que permitió finalizarlo.

## Sinopsis
El documental tiene tres partes: la más experimental con las cámaras de backstage, la ficcionada como docudrama representando situaciones de la vida del colegio y la tercera con entrevistas a docentes, directivos y estudiantes.

## Críticas
Miriam Lewin dice que la película:

”es un relato coral de las victorias y dificultades de las alumnas y alumnos: el acceso a la salud con su identidad, el derecho a la vivienda, la persecución de la policía, los ataques en la calle…El punto más emocionante de la película es la llegada de ella, (Mocha Celis) que era semianalfabeta, a la puerta de la escuela que lleva su nombre. Otra perla es la entrevista a la fallecida activista trans Lohanna Berkins.

Juan Pablo Russo en el sitio web escribiendocine opinó:

”El guion surgió a partir de las inquietudes del propio alumnado, quienes también se representan a sí mismos sin la necesidad de ser parte de la subjectividad de otro. Elección que le brinda a la historia naturalidad y la aleja de la impostación. La línea narrativa sigue por un lado el detrás de escena de una película de ficción que retrata a Mocha Celis…La segunda línea funciona como un apéndice de la primera para narrar, desde quienes la conocieron, la vida de Mocha y a su vez el accionar del colectivo trans. Mientras que una tercera focaliza sobre la creación del bachillerato y el rol que cumple tanto a nivel educativo como social. Finalmente las tres líneas se fusionan en una, de manera dinámica y sin que resulte forzado, para narrar la experiencia personal de cada integrante del colectivo ya sea en el colegio, la calle o la vida en general, pero siempre enmarcada dentro de los tres ítems sobre los que bucea la historia. En tiempos donde los derechos adquiridos son arrebatados, los colegios cerrados y la cultura ya no es parte de una política de estado, Mocha no solo es valiosa por lo que cuenta y como lo cuenta sino también por sus valores éticos e idelógicos.

Santiago Garcia en el sitio web leercine escribió:

” La película da por sentado que todo el mundo conoce, entiende, acepta y valora a las personas trans, y aunque esto sería lo ideal, al menos en lo que a comprensión y conocimiento refiere, todavía hay mucho por hacer. Cada información de la vida cotidiana, cada detalle no solo es positivamente didáctico, sino que también es por momentos muy emocionante. Pero los otros elementos, aquellos que son puestas en escena, actuaciones y recreaciones no están al mismo nivel. Tal vez si hubieran sido dos películas separadas hubieran funcionado mejor, pero no es discute la decisión, sino el resultado. El avance en los derechos por los que se trabajado durante tantos años es una buena noticia. A pesar del dolor de tantos momentos terribles, la película muestra un presente positivo.